# Harutaeographa brumosa
Harutaeographa brumosa är en fjärilsart som beskrevs av Yoshimoto 1994. Harutaeographa brumosa ingår i släktet Harutaeographa och familjen nattflyn. Inga underarter finns listade i Catalogue of Life.